# Jaroslav Štumpf
Jaroslav Štumpf (* 2. Dezember 1914 in Prag; † 8. Februar 1979 ebenda) war ein tschechoslowakischer Fußballspieler und -trainer.

## Spielerkarriere

### Vereine
Štumpf begann im Alter von 18 Jahren beim AFK Bohemians im Seniorenbereich mit dem Fußballspielen und gehörte dem Verein aus Prag drei Jahre lang an. In der Saison 1937/38 spielte er in Náchod für den dort ansässigen SK Náchod in der Státni Liga, der seinerzeit höchsten Spielklasse im tschechoslowakischen Fußball, und kehrte anschließend nach Prag zurück. Für Sparta Prag bestritt er in vier Saisons Punktspiele um die Meisterschaft, wobei der Meistertitel am Ende seiner ersten Saison errungen werden konnte. Von 1942 bis 1944 war er in Nusle für den Prager Stadtteilverein SK Nusle aktiv sowie von 1944 bis 1946 ein zweites Mal für Sparta Prag, mit dem Verein er zum Ende seiner Spielerkarriere erneut die Meisterschaft gewann. Štumpf bestritt insgesamt 119 Erstligaspiele, in denen er zehn Tore erzielte; mit Sparta Prag wurde er zweimal tschechoslowakischer Meister.

### Nationalmannschaft
Štumpf bestritt im Jahr 1939 drei Länderspiele für die Nationalmannschaft von Böhmen und Mähren in der Zeit des bis 1945 bestehenden Protektorat Böhmen und Mähren. Am 27. August wurde die Nationalmannschaft Jugoslawiens mit 7:3 bezwungen, danach gehörte er zur Mannschaft, die am 22. Oktober in Prag ein 5:5 gegen die Nationalmannschaft der Ostmark und am 12. November in Breslau ein 4:4 gegen die Nationalmannschaft Deutschlands erzielt hatte.

## Erfolge
- Tschechoslowakischer Meister 1939, 1946

## Trainerkarriere
Von 1962 bis 1964 war er Trainerassistent von TJ Spartak Praha Sokolovo (so der seinerzeitige Name von Sparta Prag), zunächst bis Jahresende 1962 unter Karel Kolský, danach unter Václav Ježek.